# Sain (label)
Pour les articles homonymes, voir Sain.
Sain est une maison de disques galloise fondée en 1969. Il s'agit du premier label vraiment autonome du pays de Galles, qui publie principalement des disques enregistrés en gallois.

## Histoire
Sain est fondé en 1969 par les chanteurs Dafydd Iwan et Huw Jones (cy) avec l'homme d'affaires Brian Morgan Edwards (en). Le premier disque du label est le 45 tours Dŵr, une chanson interprétée par Jones dont les paroles évoquent la destruction du village de Capel Celyn (en) pour créer le lac de barrage de Llyn Celyn. Le siège de Sain se trouve d'abord à Cardiff, mais Iwan et Jones décident rapidement de déménager à Llandwrog, un village du Gwynedd, dans le nord-ouest du pays de Galles.

## Liste d'artistes
- Yr Anhrefn (en)
- Catatonia
- Edward H. Dafis
- Trebor Edwards (en)
- Endaf Emlyn
- Bryn Fôn (en)
- Hogia'r Wyddfa (en)
- Dafydd Iwan
- Geraint Jarman (en)
- Huw Jones (cy)
- Mike Peters
- Meic Stevens
- Y Tebot Piws
- Bryn Terfel